# Karra Elejalde
Carlos Elejalde Garay, conegut com a Karra Elejalde (Vitòria, 10 d'octubre de 1960) és un actor, director de cinema i guionista basc, que resideix a Molins de Rei. Està divorciat de l'actriu catalana Sílvia Bel, amb qui té una filla.
És conegut especialment per les seves participacions a les pel·lícules Airbag i Ocho apellidos vascos, ha fundat grups de teatre, ha escrit cançons per a Hertzainak i Korroskada, ha relitzat nombrosos monòlegs.
Ha participat en diverses pel·lícules com Alas de mariposa i La madre muerta, de Juanma Bajo Ulloa, Vacas i Tierra, de Julio Medem, Días contados, d'Imanol Uribe, Salto al vacío, de Daniel Calparsoro, La pistola de mi hermano, de Ray Loriga, Els sense nom, de Jaume Balagueró, Los cronocrímenes, de Nacho Vigalondo, i También la lluvia d'Icíar Bollaín i 100 metros de Marcel Barrena. Com a director ha realitzat Año Mariano amb Fernando Guillén Cuervo i Torapia.
La seva darrera aparició en televisió ha sigut S.O.S Alimentos. Karra al rescate que es va estrenar al maig de 2017. Amb Mientras dure la guerra d'Alejandro Amenábar va estar nominat als XXXIV Premis Goya en la categoria de Millor actor per la seva interpretació de l'escriptor Miguel de Unamuno.

## Premis
Premis Gaudí
| Any  | Categoria              | Pel·lícula              | Resultat  |
| ---- | ---------------------- | ----------------------- | --------- |
| 2017 | Millor actor secundari | 100 metros              | Guanyador |
| 2020 | Millor actor           | Mientras dure la guerra | Guanyador |

Premis Goya
| Any  | Categoria              | Pel·lícula              | Resultat  |
| ---- | ---------------------- | ----------------------- | --------- |
| 2010 | Millor actor secundari | También la lluvia       | Guanyador |
| 2015 | Millor actor secundari | Ocho apellidos vascos   | Guanyador |
| 2017 | Millor actor secundari | 100 metros              | Nominat   |
| 2019 | Millor actor           | Mientras dure la guerra | Nominat   |